# Nilson Mourão
Nilson Moura Leite Mourão (Tarauacá, Acre, 1º de abril de 1952) é um professor e político brasileiro, atualmente deputado federal pelo estado do Acre. É formado em Teologia pelo Instituto de Teologia do Recife (Iter) e e mestre em ciências sociais pela Pontifícia Universidade Católica de São Paulo (PUC-SP). É professor concursado da Universidade Federal do Acre. Participante das Comunidades Eclesiais de Base da Igreja Católica, é filiado ao PT desde 1980. Presidiu o diretório do partido no Acre entre 1991 e 1993.
Candidatou-se ao governo do Acre em 1982, obtendo o 3º lugar. Em 1990 elegeria-se deputado estadual, sendo reeleito em 1994. No pleito de 1998 obteria a vaga de deputado federal, reelegendo-se em 2002 e 2006.
Em janeiro de 2010 anunciou que não se candidataria à reeleição.